# Альтамирано (Чьяпас)
Альтамирано (исп. Altamirano) — малый город в Мексике, штат Чьяпас, входит в состав одноимённого муниципалитета и является его административным центром. Численность населения, по данным переписи 2020 года, составила 10 618 человек.

## Общие сведения
Поселение было основано в 1806 году народом цельтали в 30 км южнее города Комитан на берегу реки Цаконеха, назвав его Накаслан. Позднее оно было известно как Аслумаль-Сан-Карлос.
16 января 1933 года ему был присвоен статус вильи.
25 января 1935 года по указу губернатора штата, город был переименован в Альтамирано, в честь известного поэта Игнасио Мануэля Альтамирано.
В 1994 году Альтамирано был занят сапатистами.